# Obernberg (Bad Salzuflen)

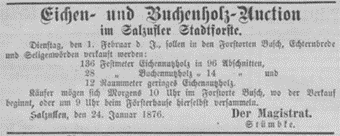
Anzeige "Eichen- und Buchenholz-Auction" im heutigen Stadtwald (1876)

Der Obernberg ist ein 203 m ü. NHN hoher Berg im Gebiet der Stadt Bad Salzuflen im nordrhein-westfälischen Kreis Lippe in Deutschland.

## Lage
Der Obernberg ist Teil des Lipper Berglands, er liegt nordwestlich der Innenstadt von Bad Salzuflen. Die Bundesautobahn 2 trennt den Obernberg vom westlich, im Kreis Herford gelegenen Stuckenberg.

## Beschreibung
Der Obernberg liegt innerhalb des Bad Salzufler Stadtwaldes. Das Gebiet um den Obernberg ist ein strukturreiches Waldgebiet mit naturnahen Buchenwaldbeständen sowie Eichen-Hainbuchenwald, Nadelwaldkomplex, Quellbereichen, Bachtälern und einer Reihe von Waldteichen. Am Südhang befinden sich der 1918 eingeweihte Obernberg-Friedhof und das 1922/23 erbaute Kriegerdenkmal, ein Hochwasserbehälter der Stadtwerke Bad Salzuflen, die Obernberg-Wiese (auch Schützenwiese) sowie die Schießsportanlage der Schützengesellschaft Bad Salzuflen von 1567 e. V. Nordöstlich befinden sich auf dem Gelände des ehemaligen Gutshofes Schwaghof das Hotel Schwaghof (zurzeit geschlossen), die Bauernburg Schwaghof und der 18-Loch Golfplatz des Golf- und Landclub Bad Salzuflen von 1956 e. V. Im Gipfelbereich des Obernbergs befindet sich ein ehemaliger Rhätsandsteinbruch, der größtenteils verfüllt und planiert worden ist.

## Naturschutzgebiet
Der Berg ist vollständig bewaldet und Bestandteil des Naturschutzgebiets „Stadtwald“ (NSG-Nummer LIP–041).

## Wanderwege
Über den Obernberg führen mehrere lokale Rundwanderwege sowie der Fernwanderweg Hansaweg.